# Fita do Senhor do Bonfim

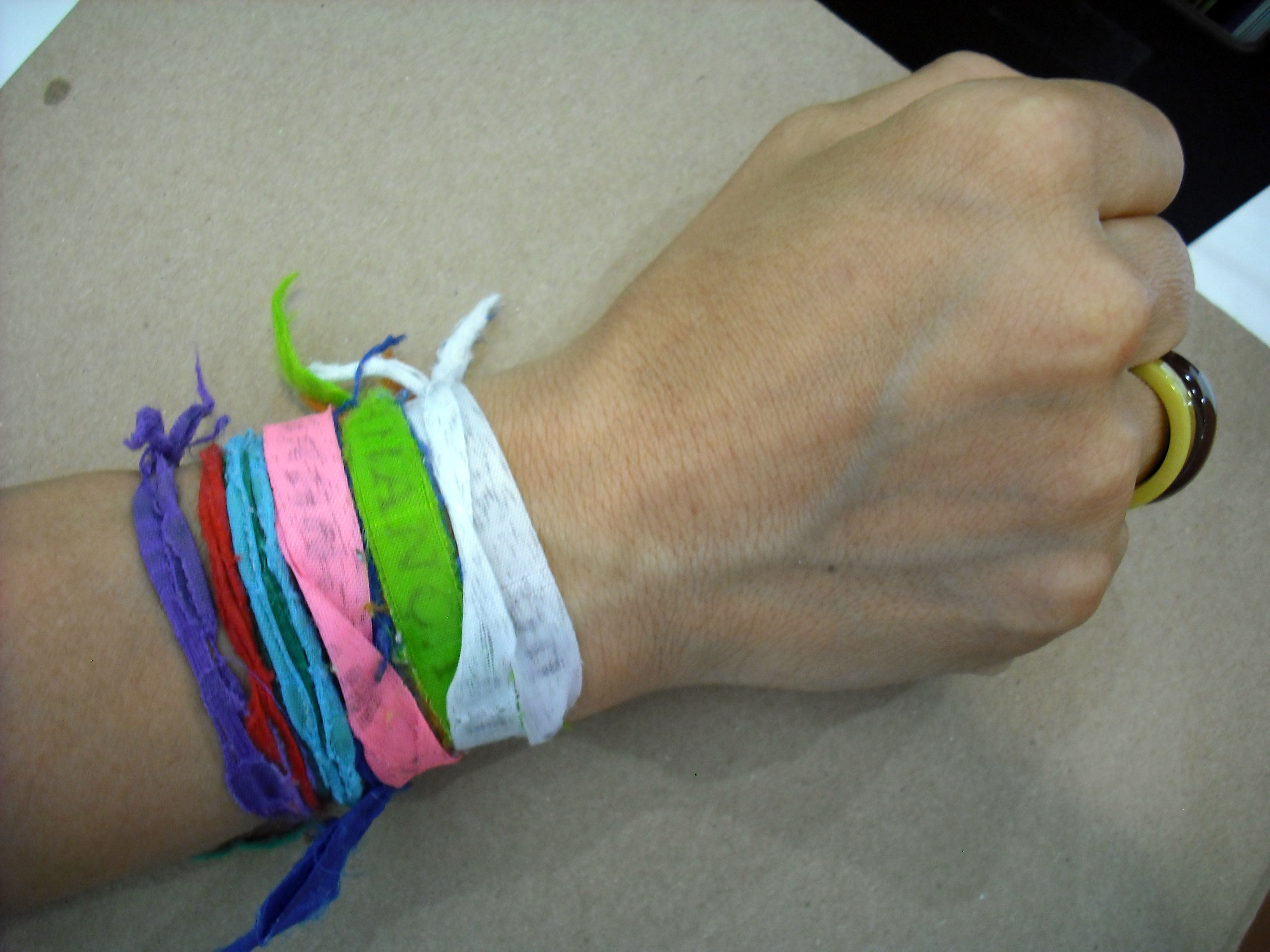
A fita do Senhor do Bonfim é enrolada duas vezes no pulso e amarrada com três nós. A cada nó precede um pedido, realizado mentalmente, e que deve ser mantido em segredo até a fita se romper por desgaste natural

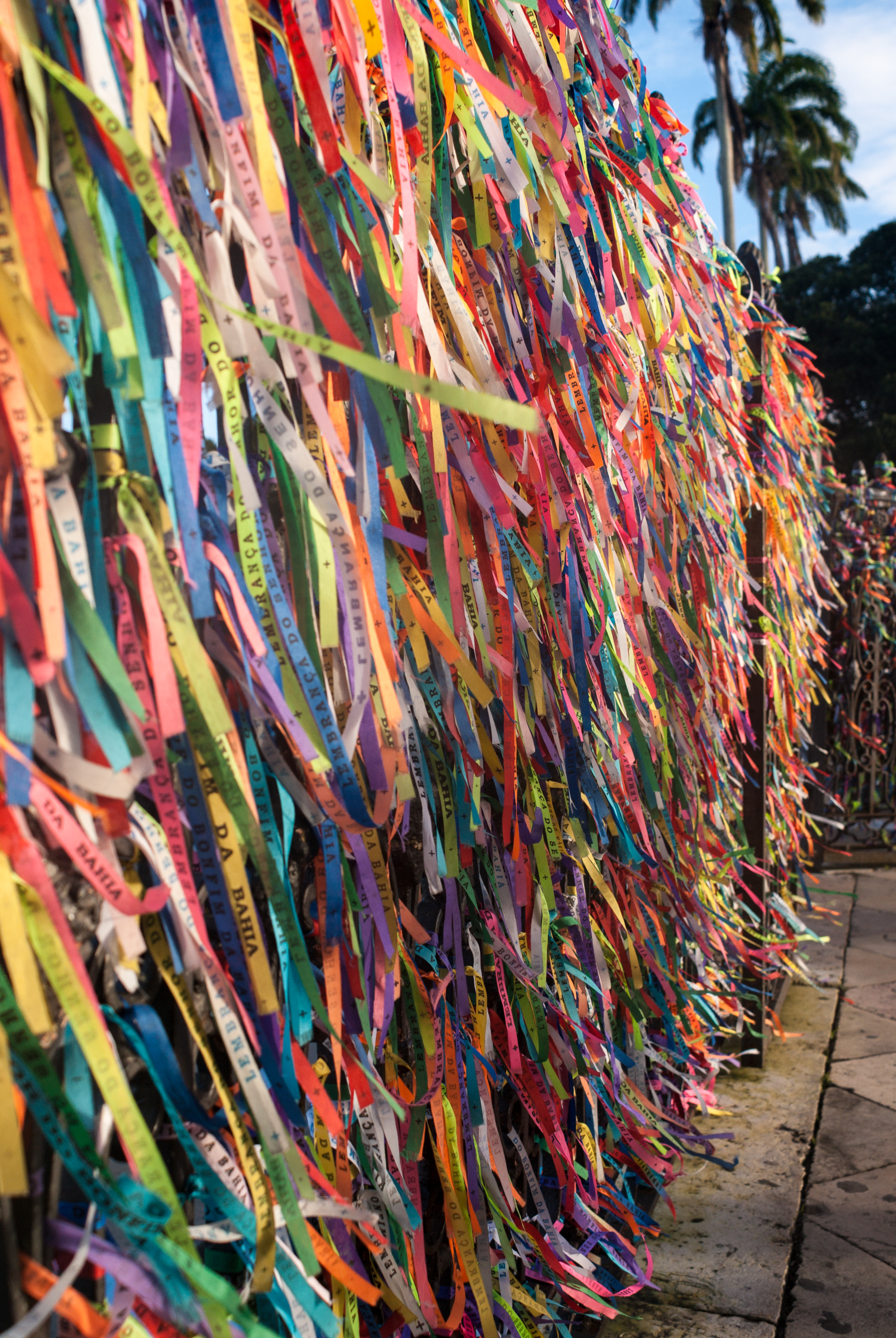
As fitinhas amarradas sob o gradil na Igreja do Bonfim

A Fita do Senhor do Bonfim, Fita do Bonfim ou fitinha do Bonfim é um souvenir e amuleto típico de Salvador, capital do estado brasileiro da Bahia.

## História
A fita original foi criada em 1809, tendo desaparecido no início da década de 1950. Conhecida como medida do Bonfim, o seu nome devia-se ao fato de que media exatos 47 centímetros de comprimento, a medida do braço direito da estátua de Jesus Cristo, Senhor do Bonfim, postada no altar-mor da igreja mais famosa da Bahia. A imagem foi esculpida em Setúbal, em Portugal, no século XVIII. A "medida" era confeccionada em seda, com o desenho e o nome do santo bordados à mão e o acabamento feito em tinta dourada ou prateada. Era usada no pescoço como um colar, no qual se penduravam medalhas e santinhos, funcionando como uma moeda de troca: ao pagar uma promessa, o fiel carregava uma foto ou uma pequena escultura de cera representando a parte do corpo curada com o auxílio do santo (ex-voto). Como lembrança, adquiria uma dessas fitas, simbolizando a própria igreja.
Não se sabe quando a transição para a atual fita, de pulso, ocorreu, sendo fato que em meados da década de 1960 a nova fita já era comercializada nas ruas de Salvador, quando foi adotada pelos hippies baianos como parte de sua indumentária. A fita vendida por ambulantes em volta da Igreja do Senhor do Bonfim e amarradas sob o gradil do local, em Salvador, precipuamente é uma lembrança e atestado da visita que o devoto ou turista tenha realizado àquele templo católico.
Alguns atribuem a criação da fita a Manuel Antônio da Silva Serva.

## Colorido
Confeccionada atualmente em tecido de algodão e vendida em diversas cores com a frase característica "Lembrança do Senhor do Bonfim da Bahia", a Fita do Senhor do Bonfim possui um lado que poucos conhecem: cada cor simboliza um Orixá, apesar da tradição católica devido a sua origem e seu nome. Verde escuro para Oxóssi, azul claro para Iemanjá, amarelo para Oxum. Seja qual for a cor, a fita possui uma representação simbólica, estética e espiritual típicas das raízes africanas e sincretismo da Bahia.
Cores para cada Orixá
- Verde (escuro ou claro): Oxóssi
- Azul claro: Iemanjá
- Amarelo: Oxum
- Azul escuro: Ogum
- Colorido ou rosa: Ibeji (erê) e Oxumarê
- Branco: Oxalá
- Roxo: Nanã
- Preta com letras vermelhas: Exu e Pombajira
- Preta com letras brancas: Omolu
- Vermelha: Iansã
- Vermelha com letras brancas: Xangô
- Verde com letras brancas: Oçânhim

## Os três pedidos
Na tradição popular, supersticiosa e folclórica, a fita do Senhor do Bonfim é enrolada duas vezes no pulso ou no tornozelo, e amarrada com três nós. A cada nó precede um pedido, realizado mentalmente, e que deve ser mantido em segredo até a fita se romper por desgaste natural. Significa que os desejos ou pedidos foram atendidos.